# زاحفات هيوان
زاحفات هيوان (الاسم العلمي:†Heyuanniinae) هي أسرة منقرضة من طيور ما قبل التاريخ تتبع فصيلة جارحات الأسنان.